# Antonio Orsini
Antonio Orsini (Ascoli Piceno, 9 febbraio 1788 – Ascoli Piceno, 18 giugno 1870) è stato un patriota e naturalista italiano.
Farmacista e scienziato di vaste conoscenze è ricordato come patriota durante il periodo storico della Repubblica Romana e Senatore del Regno d'Italia, titolo di nomina regia che ricevette nell'anno 1861 insieme all'onorificenza dell'Ordine dei Santi Maurizio e Lazzaro. Fu anche eletto consigliere provinciale del mandamento di Arquata.

## Biografia
Nacque da una famiglia benestante, ma la prematura perdita del padre lo costrinse ad essere cresciuto dallo zio farmacista che esercitava la sua professione nella spezieria in piazza del Popolo. Incominciò, sin da ragazzo, a lavorare come commesso nella farmacia dello zio e, come ricorda l'autore ascolano Giuseppe Marinelli, fin da giovanissimo manifestò la sua inclinazione verso lo studio delle scienze naturali dedicandosi alla raccolta di piante e fiori nelle campagne vicine alla sua città. Dopo aver completato il corso dei suoi studi, dapprima a Roma dove conseguì la matricola in farmacia, e poi all'Università di Bologna dove si laureò in scienze, continuò a cercare ed accumulare una grande quantità di piante che costituiranno la consistenza del suo erbario.
Giacinto Cantalamessa Carboni ricorda che, già nei primi anni dell'Ottocento, nel convento di San Venanzio di Ascoli alcune camere erano destinate ad un «Gabinetto di Storia naturale, raccolto a proprie spese ed egregiamente ordinato dall'Accademico Signor Antonio Orsini». In seguito allargò i suoi interessi anche alla zoologia dedicandosi in particolare allo studio della malacologia ed entomologia mettendo insieme una nutrita collezione di conchiglie ed insetti che affiancavano quella di piante e fiori. La sua perizia nel descrivere i prodotti della natura favorì il diffondersi della sua fama tra i botanici e i naturalisti dell'epoca dai quali ricevette apprezzamento e considerazione.
Si appassionò anche allo studio della paleontologia, privilegiando l'approfondimento della struttura geologica e stratigrafica del territorio dei luoghi che frequentava. Dedicò una collezione anche ai fossili, ed insieme con il conte Alessandro Spada realizzò un'illustrazione geologica dell'Appennino centrale. Studiò anche la chimica ottenendo la nomina di Socio benemerito in accademie scientifiche sia in Italia e sia all'estero.
Alla memoria del naturalista la città di Ascoli Piceno ha intitolato il locale Museo di Storia naturale, allestito presso i Musei della Cartiera papale, il Liceo Scientifico ed una strada.
Suo nipote, Giovanni Tranquilli, fu un noto bacologo.

## Specie intitolate all'Orsini
Egli ha legato il suo nome alla Vipera ursinii ("vipera dell'Orsini"), a lui dedicata da Carlo Luciano Bonaparte.
In suo onore Giuseppe Meneghini battezzò nel 1839 come Coccochloris orsiniana un'alga nota oggi come Cyanidium caldarium.

### Altre specie a lui intitolate
- Crocus orsini
- Dipsacus orsini (Sanguinetti)
- Frittillaria orsiniana (Parl.)
- Heracleum pyrenaicum Lam. subsp. orsini
- Malcomia orsiniana
- Malva orsiniana
- Orsinia camphorata